# 犹太人购买巴勒斯坦土地
犹太人购买巴勒斯坦土地是指从1880年代到1948年以色列国建立期间犹太人在奥斯曼帝国南敘利亞（今巴勒斯坦地區）和英國巴勒斯坦託管地購買的領土。瑟索克購地是其中最大的一筆土地收購 。截至1945年4月1日，犹太人共購買了巴勒斯坦地區5.67%的土地。
1856年之前，奥斯曼帝国規定外國人不得在巴勒斯坦地區购买土地。1867年後才逐步放鬆。奥斯曼帝国比較反猶，他們認為有很多猶太人來自與奥斯曼帝国敵對的俄羅斯帝國，奥斯曼帝国也反对犹太人在巴勒斯坦自治，奥斯曼帝国担心一旦猶太人在巴勒斯坦自治，該國可能會失去对巴勒斯坦的控制。1881年，奥斯曼帝國的高门颁布法令，规定外国犹太人可以在奥斯曼帝国境内的任何地方定居，但不包括巴勒斯坦地區。1882年至1918年期間，奥斯曼帝国不断限制犹太人移居巴勒斯坦地區以及购买巴勒斯坦土地。1892年，奥斯曼政府决定禁止向犹太人出售巴勒斯坦地區的土地，即使是奥斯曼帝國的猶太人公民也不能購買。雖然有禁令，但是19世纪末至20世纪初，巴勒斯坦地區依然有許多土地被出售給巴勒斯坦猶太人定居協會、巴勒斯坦土地发展公司以及犹太国家基金。